# كيفن إيسكاميا
كيفن ايسكاميا (بالإسبانية: Kevin Escamilla) (21 فبراير 1994 بمدينة مكسيكو في المكسيك - ) هو لاعب كرة قدم مكسيكي في مركز الوسط. لعب مع نادي أونيفرسيداد ناسيونال.

## وصلات خارجية
- كيفن إيسكاميا على موقع الاتحاد الدولي (مؤرشف)  (الإنجليزية)
- كيفن إيسكاميا على موقع قاعدة بيانات كرة القدم.إي يو (الإنجليزية)
- كيفن إيسكاميا على موقع Soccerway.com (الإنجليزية)
- كيفن إيسكاميا على موقع AS.com (الإسبانية)